# 克拉伦斯十三世
克拉伦斯十三世  （1928年2月22日 - 1969年6月13日）是美国宗教领袖，也是百分之五民族的创始人。
他生于弗吉尼亚州，後來搬到纽约市，朝鲜战争期间，他是美国陆军的一員。回到纽约后，他得知妻子加入伊斯兰民族後，他也選擇加入該團體。1963年离开。
离开伊斯兰民族后，克拉伦斯十三世与其他前成员創辦了百分之五民族。他表示所有黑人男性都是神圣的，而且女性应该顺从男性。他還允许團體成員饮酒。
1964年，他被诊断患有精神分裂症。1969年6月，克拉伦斯十三世遭槍擊身亡。